# ميكي لي لان
ميكي لي لان (بالإنجليزية: Mickey Lee Lane)‏ هو كاتب أغاني أمريكي، ولد في 2 فبراير 1941، وتوفي في 18 مارس 2011.

## روابط خارجية
- ميكي لي لان على موقع ميوزك برينز (الإنجليزية)
- ميكي لي لان على موقع ديسكوغز (الإنجليزية)